# Minnie Riperton
Minnie Riperton (Chicago, 8 de noviembre de 1947-Los Ángeles, 12 de julio de 1979) fue una cantante de soul reconocida por su registro vocal, llegando a las cinco octavas y media. Se estableció en el panorama musical de los años 1970 como una de las estrellas del soul, famosa mundialmente por su prodigiosa voz y sus extensas notas.
Su carrera musical inició en 1961 cuando entró a formar parte de The Gems, produciendo varios éxitos locales. En su adolescencia y gracias a su afiliación con Chess Records cantó como corista para Etta James, Chuck Berry, Fontella Bass, entre otros. En 1967 el grupo se disuelve y en 1968, Minnie se une al grupo de soul psicodélico Rotary Connection convirtiéndose en su voz principal y grabando 5 álbumes de estudio. A la vez emprendió su carrera como solista y con la ayuda del arreglista Charles Stepney, publicó su primer álbum, Come To My Garden en 1971, el que a pesar de tener gran recepción por parte de la crítica, fue un fracaso comercial.
Varios años después se traslada a Los Ángeles para grabar su segundo álbum de estudio, bajo el sello Epic Records y en producción de Stevie Wonder en 1974 es lanzado Perfect Angel que resultó ser un éxito comercial, especialmente por la balada soul "Lovin You" que encabezó las listas en varios países, recibiendo disco de oro y llegando al puesto #1 en el Billboard Hot 100 el 5 de abril de 1976, siendo la primera canción de una mujer en la historia que no usó instrumentos de percusión y encabezó esa lista. Del mismo modo es considerada como la primera canción que internacionalizó el registro de silbido en la música. También destacó la canción "Every Time He Comes Around", con Deniece Williams. En 1975 publica su tercer álbum de estudio, Adventure in paradise, con una extravagante portada con un león a su lado, gozó de menos éxito que su antecesor aunque gozó de buenas críticas, contiene el hit de R&B "Inside my love". 
Para enero de 1976, Riperton fue diagnosticada con cáncer de mama y le practicaron una mastectomía, reconociéndolo públicamente en una entrevista; su diagnóstico de vida era de apenas unos meses. Luego de someterse a una cirugía comenzó a participar y organizar festivales benéficos y en 1977 se convirtió en portavoz de la Sociedad Estadounidense del Cáncer. Un año después, el presidente Jimmy Carter le otorgó el premio Coraje de la Sociedad Americana contra el Cáncer. En 1977 publica su cuarto álbum de estudio, Stay in Love, destacándose su colaboración con Stevie Wonder, y en 1978 Riperton firma un contrato con Capitol Records y publica su último álbum de estudio denominado Minnie, que contó con el hit de soul y R&B "Back Down Memory Lane".
En 1979 muere a la corta edad de 31 años, a causa del cáncer de mama agravado con metástasis. Un álbum tributo fue publicado en 1980, con destacadas colaboraciones póstumas con Michael Jackson, Stevie Wonder, Quincy Jones, Roberta Flack y Peabo Bryson.
Se le atribuye ser la primera artista en la música que popularizó el registro de silbido. Posteriormente su trabajo influenciaría a cantantes como Ariana Grande, Celine Dion y Mariah Carey, esta última considerando a Riperton como su mayor influencia musical y vocal.

## Biografía

### Infancia y formación
Nació el 8 de noviembre de 1947 en Chicago, Illinois; como la menor de los ocho hijos de Thelma Inez y Daniel Webster Riperton, un botones. Sus padres, al percatarse del talento vocal y de las habilidades musicales de su hija, decidieron apoyarla a emprender una carrera musical. Así, durante su adolescencia, ingresó al Lincoln Center de Chicago donde estudió ópera con Marion Jeffery, quien le enseñó a emplear toda su extensión vocal. Allí se especializó en técnicas de respiración, fraseo y dicción.
Jeffery, convencida de las habilidades vocales de su alumna, indujo a sus padres a matricularla en la Opera de Chicago.
Riperton, sin embargo, se mostró más interesada en géneros populares como el soul, rhythm and blues y rock que en el canto clásico. Tras graduarse de la educación secundaria, inició estudios superiores pero los abandonó para perseguir una carrera musical.

### Comienzos en The Gems
Su carrera dentro de la música soul empezó en 1961. En ese año entró a formar parte de The Gems. El grupo estaba integrado por Jessica Collins (voz principal), Verdine Harrison, Theresa Washburn, Dorothy Hucklebee y Bertha Watts. Riperton entró en el grupo sustituyendo a Verdine Harrison. La agrupación se movía entre el soul y el northern soul. El primer sencillo que editó la banda con ella en su plantilla fue "That's what they put erasers on pencils for". En 1964, con los sencillos "I can't help myself" y "Can't you take a hint" hicieron diversas giras por el país. En el sencillo "Can't you take a hint" Riperton demostró que podía llegar a las cinco octavas. El grupo se disolvió en 1967. Algunas de sus componentes formaron The Starlets. Durante toda esta etapa fueron producidas por la discográfica Chess. Una vez fuera del grupo, acabó de graduarse en sus estudios y fue contratada por Chess como secretaria. Poco tiempo después firmó con la discográfica su primer sencillo en solitario, editado bajo el nombre de Andrea Davis, "Lonely Girls".

### Voz principal de The Rotary Connection
En 1968, Minnie pasó a formar parte del grupo de soul psicodélico The Rotary Connection, convirtiéndose en la voz principal de la banda. Ese mismo año la banda editó su primer álbum Rotary connection. Contenía los sencillos "Amen" y "Lady Jane", con los cuales impactaron en las radios psicodélicas y más underground. El álbum tenía también una personal versión de "Like a rolling stone" de Bob Dylan. Editó los álbumes Aladdin y Peace en 1968. Un año después lanzó su disco Songs, el cual contenía versiones de "Respect" y "The weight" de Aretha Franklin y "Sunshine of your love", "We're going wrong" y "Tales of brave Ulysses" de Cream. También contenía la versión de Jimi Hendrix "Burning of the midnight lamp" y "This town" de Stevie Wonder. "Salt of the earth" de The Rolling Stones cerraba el álbum. A este disco le siguieron Dinner music (1970), Hey love (1971) y Trip one (1973). La banda se disolvió en 1974.

### Carrera en solitario
A la vez que estaba en The Rotary Connection emprendió su carrera en solitario. Con la producción del arreglista Charles Stepney y de su marido Richard Rudolph, creó su debut como solista Come to my garden lanzado en 1971. El disco contenía los hits "Rainy day in Centerville", "Only when I'm dreaming" y "Les fleur". Tras esto, ella y su marido Richard Rudolph se tomaron dos años sabáticos en Florida, tras lo cual se fueron a Los Ángeles, en donde Riperton cantó junto a Stevie Wonder en el álbum Fulfillingness' First Finale, en donde Stevie Wonder invitaba a artistas del calibre de Paul Anka, Deniece Williams y The Jackson 5 para hacerle los coros, denominándoles como "The Wonderlove". Wonder aceptó coproducir Perfect angel en 1974. En este álbum incluía el que sería su mayor éxito, "Lovin' You". A este LP le siguió Adventures in the paradise (1975), que trajo consigo los éxitos "Baby, this love I have" y "Inside my love". 

### Fallecimiento
En 1976 se le detectó un cáncer de mama y fue sometida a una mastectomía. Desde ese momento se convirtió en una de las voces de la American Cancer Society, incluso recibiendo por su labor un premio del presidente Jimmy Carter. En 1977 lanzó al mercado Stay in love. A pesar de su deterioro físico continuó actuando. Minnie en 1979 es su última grabación completa en vida, disco con el que cosechó los temas "Lover and friend" y "Memory lane". 
Murió debido a su enfermedad, el 12 de julio de 1979 en Los Ángeles. 
De forma póstuma se editó el álbum Love lives forever. El tema "Here we go" junto a Peabo Bryson se convirtió en uno de los hits de ese año. Minnie Riperton es una de las figuras más influyentes en la música actual, siendo visible su huella en artistas como Mariah Carey, Terry Ellis, Silhouette Brown, Christina Aguilera y Jaguar Wright.

## Capacidad vocal

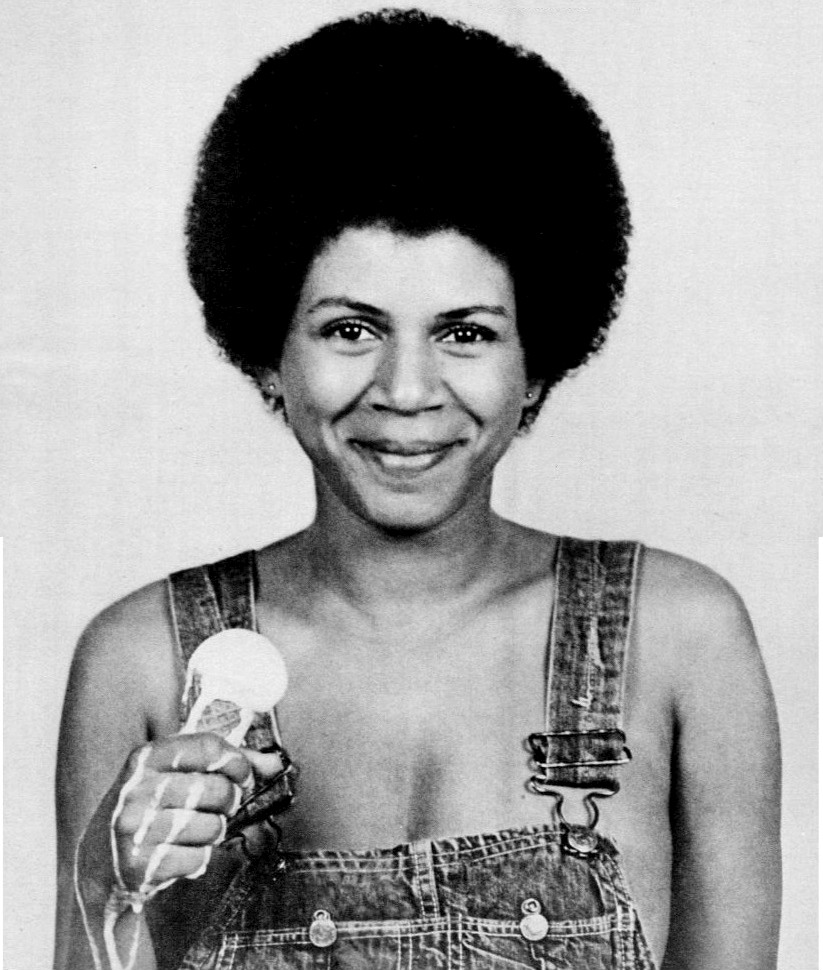
Minnie Riperton en la portada de su álbum Perfect Angel, de 1974.

Además de sus variados éxitos, Riperton es también recordada por ser una de las primeras cantantes populares en utilizar el registro de silbido. Riperton tenía el registro de soprano coloratura y poseía un alcance vocal de 5 octavas y media.
Una de las mayores diferencias respecto a otras cantantes con registro de silbido es que ella poseía la habilidad de pronunciar palabras en este registro. Algunos ejemplos son las canciones "Inside my love", "Adventures in paradise" y "Expecting", como también en "Only when I'm dreaming" y "Teach me how to fly".
En la canción "Take my breath away", canta un portamento desde la base musical hasta dos (Casi tres) escalas más.
También tenía habilidades para sostener notas en la sexta o séptima escala por tiempos muy prolongados, uno de los mejores ejemplos de esta habilidad es la canción "Reasons" donde sostiene en tono sobreagudo la frase "You're not alone" por varios segundos.
Su nota más aguda, corresponde a un Fa#, cerca del final de "Ruby Tuesday", en una interpretación en vivo.
Sin embargo, donde Riperton, como solista, logra su nota más aguda en Registro de Silbido (en vivo), es el doble do soprano (Do sobreagudo) en una versión en vivo de Seeing You This Way (1974).
Con una habilidad innata para imitar instrumentos debido a su amplio y colorido registro, pudo descubrir cada vez más su voz durante su trabajo en Chess Records.

## Discografía
| Año  | Título                     | Discográfica |
| ---- | -------------------------- | ------------ |
| 1970 | Come to My Garden          | GRT          |
| 1974 | Perfect Angel              | Capitol      |
| 1975 | Adventures in the Paradise | Epic         |
| 1977 | Stay in love               | Epic         |
| 1979 | Minnie                     | Capitol      |
| 1980 | Love lives forever         | Capitol      |

| Año  | Sencillo                              | Posicionamiento en algunas listas | Posicionamiento en algunas listas | Posicionamiento en algunas listas | Posicionamiento en algunas listas | Posicionamiento en algunas listas | Posicionamiento en algunas listas | Posicionamiento en algunas listas | Certificaciones          | Álbum                  |
| Año  | Sencillo                              | EUA                               | EUA R&B                           | EUA A/C                           | EUA Dance                         | AUS                               | CAN                               | RU                                | Certificaciones          | Álbum                  |
| ---- | ------------------------------------- | --------------------------------- | --------------------------------- | --------------------------------- | --------------------------------- | --------------------------------- | --------------------------------- | --------------------------------- | ------------------------ | ---------------------- |
| 1972 | "Les Fleurs"                          | —                                 | —                                 | —                                 | —                                 | —                                 | —                                 | —                                 |                          | Come to My Garden      |
| 1974 | "Reasons"                             | —                                 | —                                 | —                                 | —                                 | —                                 | —                                 | —                                 |                          | Perfect Angel          |
| 1974 | "Seeing You This Way"                 | —                                 | —                                 | —                                 | —                                 | —                                 | —                                 | —                                 |                          | Perfect Angel          |
| 1975 | "Lovin' You"                          | 1                                 | 3                                 | 4                                 | —                                 | 5                                 | 3                                 | 2                                 | - RIAA: Oro - BPI: Plata | Perfect Angel          |
| 1975 | "Inside My Love"                      | 76                                | 26                                | —                                 | —                                 | —                                 | —                                 | —                                 |                          | Adventures in Paradise |
| 1975 | "Simple Things"                       | —                                 | 70                                | 45                                | —                                 | —                                 | —                                 | —                                 |                          | Adventures in Paradise |
| 1976 | "Adventures in Paradise"              | —                                 | 72                                | —                                 | —                                 | —                                 | —                                 | —                                 |                          | Adventures in Paradise |
| 1977 | "Stick Together (Part One)"           | —                                 | 57                                | —                                 | 23                                | —                                 | —                                 | —                                 |                          | Stay in Love           |
| 1977 | "Wouldn't Matter Where You Are"       | —                                 | —                                 | —                                 | —                                 | —                                 | —                                 | —                                 |                          | Stay in Love           |
| 1977 | "Young Willing and Able"              | —                                 | —                                 | —                                 | —                                 | —                                 | —                                 | —                                 |                          | Stay in Love           |
| 1979 | "Memory Lane"                         | —                                 | 16                                | —                                 | —                                 | —                                 | —                                 | —                                 |                          | Minnie                 |
| 1979 | "Lover and Friend"                    | —                                 | 20                                | —                                 | —                                 | —                                 | —                                 | —                                 |                          | Minnie                 |
| 1980 | "Here We Go" (junto con Peabo Bryson) | —                                 | 14                                | —                                 | —                                 | —                                 | —                                 | —                                 |                          | Love Lives Forever     |
| 1980 | "Give Me Time"                        | —                                 | 75                                | —                                 | —                                 | —                                 | —                                 | —                                 |                          | Love Lives Forever     |

## Reconocimientos
Premios Grammy
| Año  | Categoría                                  | Nominada por       | Resultado |
| ---- | ------------------------------------------ | ------------------ | --------- |
| 1979 | Mejor interpretación vocal de R&B femenina | Minnie             | Nominada  |
| 1980 | Mejor interpretación vocal de R&B femenina | Love Lives Forever | Nominada  |